# Rom
|  | Per a altres significats, vegeu «Rom (desambiguació)». |

El rom és una beguda alcohòlica obtinguda a partir d'un procés de fermentació i destil·lació, la matèria primera del qual és la melassa o d'altres subproductes de la producció del sucre de canya.
Els principals països productors de rom es troben al Carib i a l'Amèrica Llatina, d'on prové originàriament, però actualment es fabrica arreu del món.
El rom es produeix amb diferents graus, fet que determinarà el tipus de rom i el color, que va des d'un daurat clar, pels roms suaus, a un marró fosc pels roms de més graduació.
Antigament el rom s'emprava per a l'intercanvi economic i s'associa a la Royal Navy i la pirateria. Actualment aquesta beguda s'utilitza per al consum, l'elaboració de còctels o la cuina.

## Etimologia
L'origen de la paraula rom encara és incert, però hi ha diverses teories. La més probable defensa que prové de les Barbados, on es van trobar documents que dataven del 1647, quan Richard Ligon va assistir a una festa en la que se li va donar una beguda anomenada kill-devil (mata diables). Es creu que la paraula rom prové d'una versió reduïda de rumbullion (paraula anglesa que significa “gran tumult”) o rumbustion. Malgrat el rom és considerat una beguda alcohòlica popular, el rom original no semblava ser tan sabrós, fins i tot Ligon el describia com a "no gaire agradable"
Una altra hipòtesis defensa que degut al seu sabor fort, la paraula rom, (rum en anglès), prové de l'última síl·laba de la paraula sucre en llatí, saccharum.
Altres etimologistes han mencionat la paraula romana “rom” que significa “fort” o potent”, relacionada amb el ramboozle i el rumfustian, dues begudes populart a Anglaterra durant el segle xvii.
Un altre possible origen seria el nom del vasos grans per beure que empraven els mariners holandesos, coneguts com a rummers.

## Història

### Orígens
La producció de begudes fermentades a partir del suc de la canya de sucre es creu que va començar a l'antiga Xina i d'allà es va estendre arreu del món. Un exemple d'això és el brum, produït a Malàisia fa milers d'anys. També se sap que Marco Polo va deixar escrit al segle xiv que se li havia ofert un “molt bon vi de sucre” en l'àrea que actualment és Iran.
La primera destil·lació de rom es va produir al Carib i data del segle xvii. Els esclaus que treballaven a les plantacions de sucre de canya van descobrir que la melassa, un subproducte del refinament del sucre, podia fermentar i produir alcohol de forma casual, quan un excedent de suc de canya de sucre va fermentar degut als llevats que hi havia a l'ambient i una temperatura adequada. El líquid resultant tenia un aroma agradable que conduí als esclaus a ingerir-lo a fi d'ajudar-los a passar d'una forma més agradable les dures jornades de treball. Més tard, amb la destil·lació d'aquests subproductes alcohòlics va permetre la concentració d'alcohol i retirada d'impureses, produint d'aquesta manera els primers roms verdaders. A diferència del que es creia tradicionalment, el primer lloc on es va produir rom no va ser a les Barbados, sinó a Brasil, on es tenen documents del 1620. També es van trobar ampolles que contenien un líquid identificat com a rom en el vaixell de guerra suec Vasa que va naufragar el 1628. De totes maneres, popularment es considera que l'origen del rom són les Illes Barbados, d'on es té un document que data del 1651 en el que queda escrit que "el principal caprici que fan a l'illa és el Rumbullion, àlies Kill-Devil, fet de canyes de sucre destil·lades, un licor calent, infernal i terrible".

### Amèrica colonial
La popularitat del rom es va estendre des del Carib fins a les colònies de Nord-amèrica, fet que va impulsar l'apertura al 1664 de la primera destil·leria de rom a les colònies angleses a Staten Island i tres anys més tard una altra a Boston, Massachusetts. La producció de rom es va convertir ràpidament en la indústria més gran de les noves colònies d'anglaterra. Nova Anglaterra va esdevindré un gran centre de destil·lació degut a les seves habilitats tècniques i cooperatives, treball amb els metalls i la seva possessió d'abundants quantitats de fusta. El rom que produïen però era més aviat clar, semblant al whisky. El rom de l'illa de Rhode fins i tot va unir-se a l'or com a moneda d'intercanvi a Europa per un cert període.
A fi de suportar la demanda de melasses per produir rom junts amb la creixent demanda de sucre per part d'Europa durant els segles xvii i XVIII, es va crear un intercanvi triangular entre Àfrica, el Carib i les colònies, en el que s'intercanviaven esclaus, molasses i rom.
El rom va començar a tenir un paper important en el sistema polític, després de la revolució americana, quan els candidats intentaven influir en els resultats de les eleccions a través de la seva generositat amb el rom. A més s'esperava que el candidat begués amb la gent per demostrar que era un verdader republicà, com va passar al 1833 en les eleccions per al senat de Mississipi.
Les restriccions sobre les importacions de sucre de les illes britàniques del Carib i el desenvolupament del whisky americà, van contribuir a un descens en la popularitat del rom a Nord Amèrica.

### Rom naval

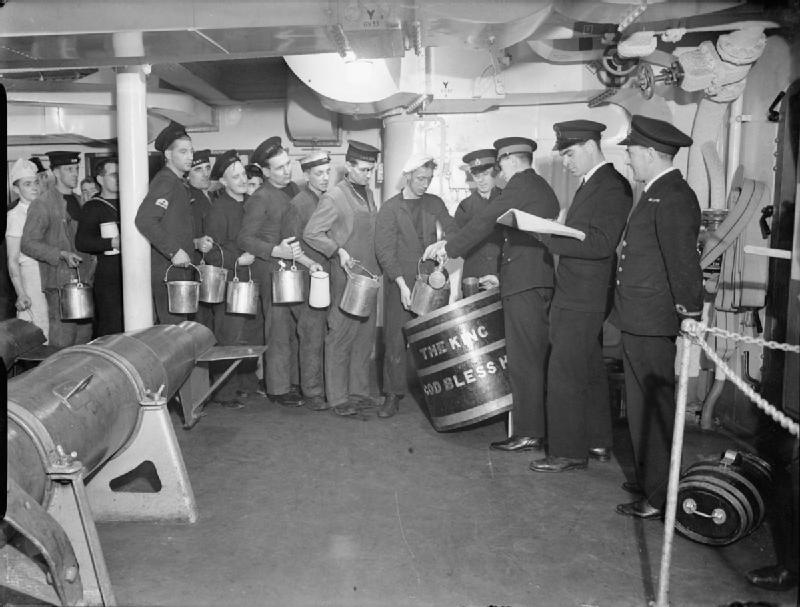
Mariners de la Royal Navy rebent la ració de rom diària al 1940

L'associació del rom amb la Royal Navy va començar al 1655 quan la flota anglesa va conquerir l'illa de Jamaica. Amb això guanyaren la llibertat de produir rom, de manera que els anglesos van canviar la ració diària de licor que se’ls hi proporcionava als mariners de brandy a rom. Durant aquesta època es va crear el “Navy Rum”, una barreja de roms locals produïts a les Índies occidentals i que variava en el seu gradatge.

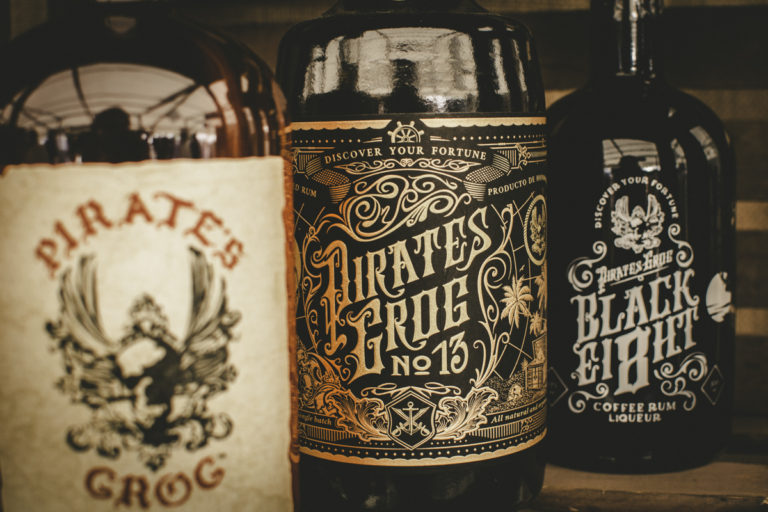
Ampolles de grog

Les racions de rom s'acostumaven a barrejar amb suc de llimona o amb aigua a fi de rebaixar els efectes de l'alcohol sobre els mariners, tal com va fer l'Admirant Edward Venon cap al 1740, amb el que creà un rom “aiguat” que acabà rebent el nom de grog. La Royal Navy va continuar continuar subministrant els seus mariners una ració de rom diària coneguda com a “tot” o “totty”, terme que encara s'usa actualment malgrat la seva pràctica es va abolir al 1970. La Royal Canadian Navy encara ara dona racions de rom als seus mariners en ocasions especials.
Hi ha moltes llegendes de mariners i soldats relacionades amb el rom, com ho és la que va provocar que al rom també se l'anomeni “Nelson's blood” (sang de Nelson). La llegenda narra que el cos d'Horatio Nelson, després de la seva victòria i mort a la batalla de Trafalgar, es va intentar preservar en un barril de rom per poder transportar-lo de tornada a Anglaterra. En arribar el vaixell i obrir el barril es van trobar que no hi havia res. El cos havia estat retirat i es va descobrir que els mariners havien fet forats a la base del barril per beure el rom.
L'associació del rom amb la pirateria va començar degut als corsaris anglesos que navegaven per intercanviar béns i acabaven per convertir-se en pirates.

## Ingredients
L'ingredient principal d'aquesta beguda alcohòlica és el sucre, un carbohidrat present en tots els fruits i vegetals. Totes les plantes verdes sintetitzen varies formes de sucre gràcies a la fotosíntesi, però els magatzems més accessibles de sacarosa (el carbohidrat que es fermenta per produir alcohol) es troben en la canya de sucre i la remolatxa.
Així doncs, el rom es defineix com la beguda alcohòlica obtinguda a partir de la fermentació de la canya de sucre.
Aquest sucre es pot trobar en dues formes: 
- A les illes franceses d'Amèrica és molt comú utilitzar el líquid obtingut directament del premsat de la canya de sucre. Aquesta rom s'anomena “rom agrícola”. Tanmateix, aquest estil de producció no es gaire utilitzat fora d'aquests territoris.

- La forma més comuna de sucre utilitzat per a la producció de rom són les melasses, que són el líquid resultant del procés de refinat del sucre. Al rom produït amb aquest substrat se’l coneix amb el nom de “rom industrial”.[16] El principal problema d'aquest substrat és que les molasses són els residus del procés de producció del sucre i, per tant, és complicat definir la seva concentració en sucrosa. Com més eficient esdevé la indústria sucrera, menys quantitat de rom pot ser produïda a partir d'aquest substrat.[17]

- Finalment, el rom també pot ser produït a partir de xarop de canya, que s'obté de bullir el suc obtingut del premsat de la canya per tal de eliminar aigua.[15]

## Elaboració

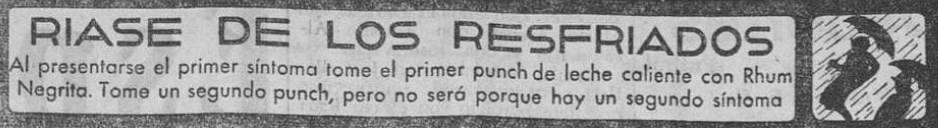
Publicitat del Rom Negrita, de Bardinet, on es presenta com un producte bo contra els refredats (1931).

Contràriament a altres begudes alcohòliques el rom no té un procés definit d'elaboració, per tant, la producció es basa en estils tradicionals que varien segons la localització i les destil·leries.
Actualment la canya de sucre encara és tallada a mà a la majoria de territoris. Un cop tallada es transporta a una maquina que la trinxa i separa el suc de la polpa fibrosa. Aquest líquid conté un 75% d'aigua, 10-16% sucre i 10-16% de fibra.
Un cop obtingut el líquid es dona un dels tres processos diferents descrits anteriorment:
- Fermentar directament el suc.
- Produir sucre i separar les molases per tal de fermentar-les.
- Produir el xarop i posteriorment fermentar-lo.

El sabor del rom depèn de varis factors que es donen durant la producció, i són l'origen del substrat, la fermentació, els llevats utilitzats, la destil·lació i el temps d'envelliment.

### Fermentació
La fermentació és un procés natural mediat per microorganismes en el que es converteixen els sucres (glucosa) en un altre producte, que en el cas de la fermentació alcohòlica serà l'etanol i CO₂. D'aquest procés se’n desprèn calor. En aquest cas, la fermentació la duen a terme llevats.
Aquests microorganismes inicien reaccions químiques que creen compostos com aldehids, èsters o àcids coneguts com a congèneres i que afectaran al sabor i aroma del producte. Poden ser desitjables o no, ja que estan associats al malestar ocasionat pel consum excessiu de begudes alcohòliques coneguda popular-ment com a ressaca. Depenent del tipus de llevats,la temperatura i el pH del procés es pot controlar l'aparició d'aquests productes.
El procés de fermentació varia segons la destil·leria. Per una banda hi ha la utilització de llevats naturals que realitzen la fermentació dins de tines. En l'extrem contrari hi ha les fermentacions que es duen a terme sota condicions estrictes de laboratori.
Per tal de tenir una major eficiència i predicibilitat la majoria d'empreses es troben entre aquests dos extrems mencionats, utilitzant llevats seleccionats i millorats en laboratoris per dur a terme les fermentacions de forma tradicional. És important que els llevats treballin a les seves condicions òptimes, de manera que es seleccionen aquells que millor s'adapten al procés de cada empresa i al producte que es vol elaborar.
Pel control de les temperatures de fermentació, les empreses que es dediquen a la producció de rom fan circular aigua freda a través de serpentins o canonades per les parets dels tancs d'acer inoxidable que contenen el líquid fermentable. Aquest control de la temperatura permet controlar la taxa de fermentació i el tipus de líquid fermentat requerit pel destil·lador.
Les fermentacions poden durar des de poques hores fins a una o dues setmanes, i s'obté un producte semblant a la cervesa amb un contingut d'alcohol del 5-10% en volum. Aquest percentatge depèn dels sòlids dissolts que no són sucres (principalment minerals i clorur potàssic) els quals inhibeixen el creixement dels llevats. A més, a major concentració d'inhibidors més temps dura la fermentació i, per tant, increment a la probabilitat que apareguin bacteris contaminants que acidifiquen el producte. Fermentacions més llargues donaran roms més forts, i fermentacions curtes roms més lleugers.

### Destil·lació
La destil·lació és un procés pel qual el líquid fermentat s'escalfa a uns 175ºF en un recipient segellat, d'aquesta manera s'evapora l'alcohol del líquid degut a les diferents temperatures d'ebullició dels diferents elements de la mescla. A continuació els alcohols es tornen a condensar mitjançant un refredament. Tradicionalment, el disseny d'aquesta part del procés són un conjunt de alambins que permeten separar diferents components importants per l'aroma i el sabor final.
Sembla un procés molt senzill, però cada un d'aquests alambins és únic i afectarà al producte de manera diferent, la dificultat recau en separar els diferents alcohols i substàncies aromàtiques gràcies als diferents punts d'ebullició. Per tant, cal molta experiència per tal de dur-la a terme correctament i obtenir uns resultats únics i un rom característic.
Més recentment ha aparegut la destil·lació del rom per un procés en continu. En aquest cas no cal fer diferents lots, sinó que hi ha un procés de destil·lació que comença i acaba, sense necessitat de passar d'uns alambins a uns altres. Aquest procés permet obtenir un producte amb un major grau d'alcohol i un cost de producció menor (només s'usa aparell) a més d'una concentració molt menor d'impureses. Així doncs els roms més lleugers s'obtenen d'aquest tipus de destil·lació.
El que passa a continuació varia en funció de la destil·leria. Alguns roms simplement són embotellats i venuts, però la majoria s'envelleix en botes de manera que s'altera radicalment el sabor. Cal afegir que algunes varietats de rom sorgeixen de mesclar-lo amb espècies o fruites que li aportaran sabor durant l'envelliment.

### Envelliment
En aquest procés el rom s'emmagatzema en botes durant un període per tal de adquirir un sabor i aroma determinats.
Els barrils utilitzats són de fusta de roure i provenen d'altres empreses licoreres de whisky o brandy de totes les varietats. Abans de ser utilitzats per primera vegada es carbonitza el seu interior. El tractament que es dona als barrils abans de ser omplerts amb rom depèn de l'empresa. Algunes els omplen directament, altres rasquen el carbonitzat, i finalment, algunes tornen a carbonitzar les parets internes.
La química de l'envelliment encara es poc coneguda, però se sap que mentre el rom reposa als barrils de roure els tanins de la fusta donen un color daurat que acaba derivant en color marró al cap d'uns anys. L'alcohol del rom actua com a solvent i atreu també els esters, unes substàncies aromàtiques que juntament amb els tanins aporten al rom un sabor de vainilla i de roure fumat depenent del període d'envelliment.
En alguns casos, els productors fan una segona maduració després de mesclar els roms obtinguts en el primer envelliment. Aquestes es coneixen amb el nom de “single barrel”.
Generalment a les ampolles apareixen els termes “Premium” i “extra añejo”, que signifiquen que aquells roms han estat envellits durant un període llarg de temps, i tot i que no podem saber-ne el temps exacte son indicatius de que estem davant d'un producte de qualitat.
L'envelliment és important en molts sentits, però més important que això és la maduració. Es tendeix a pensar que per gaudir un bon licor aquest ha d'haver estat envellit durant molts any. Tanmateix, la realitat és que la gran majoria de roms arriben molt abans al punt òptim de maduració en comparació amb altres licors. Això es perquè no contenen tants productes residuals com altres licors i a les temperatures del clima caribeny.

### Dilució
Aquest procés consisteix en afegir aigua al producte final per tal de reduir el seu percentatge d'alcohol en volum i obtenir entre uns 40-50% d'alcohol en volum.
Tanmateix, això també dilueix el color del licor madur, i per solucionar-ho algunes empreses afegeixen caramel per tal de recuperar la tonalitat dorada. L'addicció de caramel també serveix per donar a totes les ampolles la mateixa tonalitat, ja que cada barril tenyeix el producte de manera diferent.
Alguns productors de rom dissolen amb aigua el licor abans de realitzar l'envelliment. Un menor contingut alcohòlic durant aquest procés provoca que s'atreguin esters i fenols més lleugers de la fusta i, per tant, s'obtindrà un producte final amb un gust més suau, però per contra, són necessaris molts més barrils (s'afegeix volum). Per altra banda, envellir a unes concentracions alcohòliques majors també implica una major evaporació i més pèrdues de producte.

### Mescles de rom
És molt habitual entre els productors de rom com a pas previ a l'embotellat, per donar un toc distintiu al seu producte. La majoria de roms que trobem a la venta són el resultat d'una mescla entre roms forts i lleugers de diferents edats. Així mateix, el 95% del contingut d'una ampolla solen ser roms obtinguts de la destil·lació en columna amb un 5% de rom produït en alambins que aporten caràcter i sabor.
La barreja de roms és un punt d'elevada controvèrsia degut a la baixa regulació per part de les nacions pel que fa a l'envelliment i als additius. Això provoca que s'afegeixin potenciadors del sabor com suc de fruita, vi de pruna, sucre o aromatitzants.

### Roms blancs i daurats
Per tal de satisfer els consumidors que volen un sabor més lleuger, algunes destil·leries després d'envellir el rom el passen per filtres de carboni que eliminen el color i també algunes impureses, obtenint un rom amb menys potencial de ressaca.
Nogensmenys, també es poden trobar varietats més clares de rom pel simple fet que no han estat envellides. Això és freqüent en illes franceses de Sud-amèrica, on el rom es deixa reposar durant uns mesos en tines de roure, on el producte adquireix una tonalitat molt més clara.

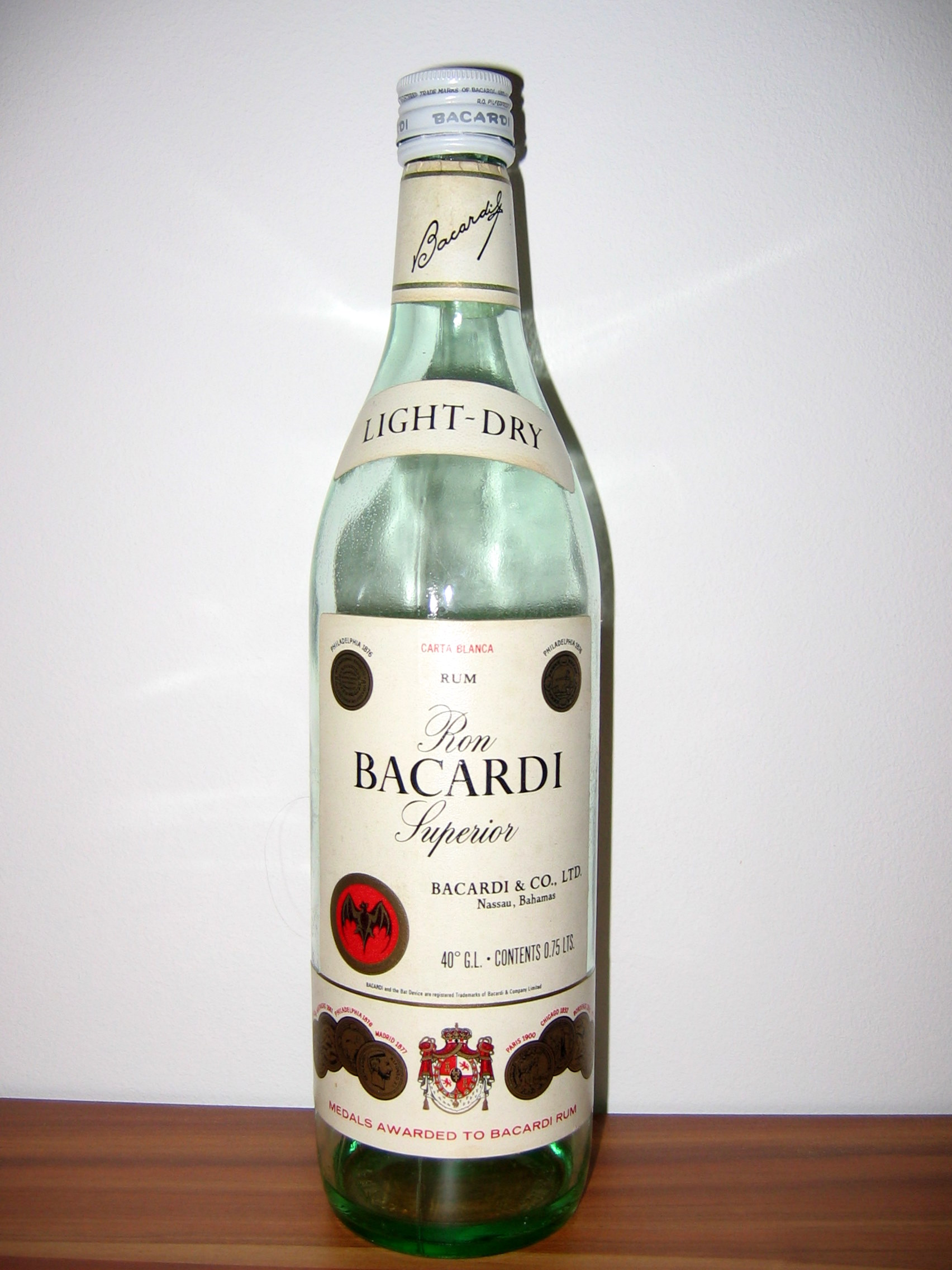
Una ampolla de rom Bacardí
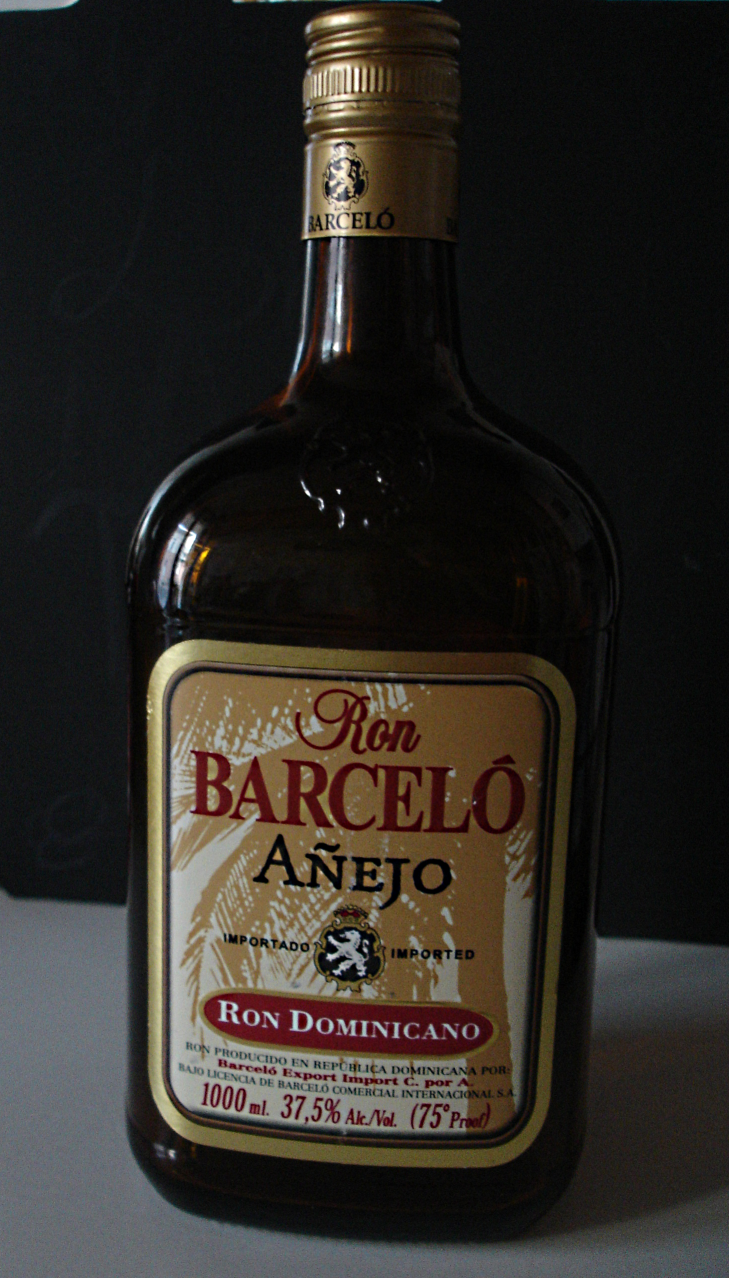
Rom Barceló
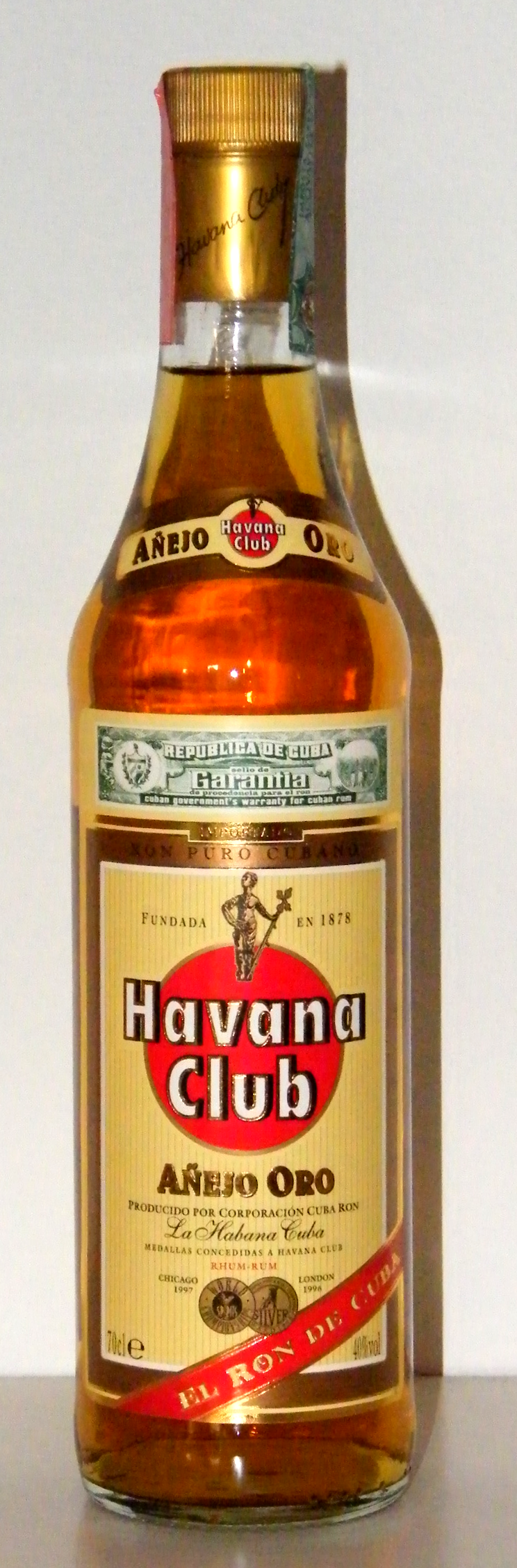
Rom Havana Club

## Classificació del rom
Hi ha una gran diversitat d'opcions per a classificar roms i en alguns casos aquest fet és motiu de controversia degut a la falta de regulació existent, però totes les fonts tenen en comú una classificació básica fixant-se en diferents paràmetres.
En els últims anys ha sortit un decret a Espanya que intenta regular-ho mínimament, però que deixa molt lliure el procés d'elaboració seguit per cada productor. A països com Colòmbia en canvi, el rom s'ha regulat com una beguda que ha de portar més del 50% d'alcohol.
Segons el reglament (CE) 110/2008. (Anexo II)
1. Ron.
a) El ron es:
i) la bebida espirituosa producida exclusivamente de la fermentación alcohólica y la destilación, bien de melazas o de jarabes procedentes de la elaboración de azúcar de caña, bien del propio jugo de la caña de azúcar, y destilada a menos de 96 % vol, de forma que el producto de la destilación presente, de manera perceptible, las características organolépticas específicas del ron.
ii) una bebida espirituosa producida exclusivamente de la fermentación alcohólica y la destilación del jugo de la caña de azúcar, que presente las características aromáticas específicas del ron y un contenido de sustancias volátiles superior o igual a 225 g/hl de alcohol de 100 % vol. Esta bebida espirituosa podrá comercializarse con el término «agrícola» para calificar la denominación de venta «ron» junto con cualquier otra indicación geográfica de los Departamentos franceses de ultramar o de la Región Autónoma de Madeira.
Distingim la classificació segons el tipus de producció de rom, en funció de la regió on ha estat produït (estils diferents segons regió) o en funció dels sabors i condiments que porta.

### Classificació segons el tipus de producció:[22]
Degut a la manca de regulacions la producción de ron pot variar molt segons on i com es produeix.
Distingim dues branques principals: 
-Rom agrícola:
Obtingut a partir de la destil·lació del suc obtingut de la premsa de la canya de sucre fresca, és típic de les Indies Orientals. Aquest mètode de producció fou desenvolupat cap al 1870 degut a l'augment dels preus del sucre.
-Rom de melases:
Produït a partir del residu del suc de la canya de sucre un cop bullit i concentrat (sucre). Aquest és el rom típic i també s'anomena rom industrial. La fermentació és directe.
Hi ha residus en el suc de la canya de sucre que segons s'eliminin o no modificaran el tipus de rom.

### Classificació segons la regió:[23]
Tot i que el rom es pot produir arreu de tot el món, hi ha zones que destaquen per la seva producció: Les illes del Carib, Sud Amèrica. Aquests roms es poden clasificar en 3 grups, segons de quin país colonial vinguin les influències a l'hora de produir-lo: 
-"Ron" (Tradició hispànica):
Produït a Cuba, Guatemala, Panamà, República Dominicana, Nicragua… Colònies españoles en general. Es fa a partir de malases i es destil·la en columnas de destil·lació.
Es tracta d'un rom molt suau i que té denominacions i sobrenoms que recorden a l'entorn del vi espanyol de Xerez, com “Añejo” o “Solera”.
-"Rum" (Tradició anglesa)
Típic de les colònies britàniques caribenyes: Jamaica, Barbados, Trinidad… Destil·lat en alambins de coure com es feia antiament. Igual que el rom, està produït a partir de malases. És un rom bastant fort i pesat.
També se l'anomena “Navy rum”, era el típic rom repartit pels mariners i pescadors de la bahía del Carib.
-"Rhum" (Tradició francesa):
De tots els països productors de rom, França és l'únic que ha creat un marc legal per a regular la producció i les denominacions d'origen.
Distingim el rom de les Indies Orientals, Guadalupe, Martinica, Haití, Madagascar, illa Maurici i Marie Galante, on es produeix rom agrícola i rom autòcton de cada lloc. A l'illa de Reunion, com a excepció tot i ser una colònia francesa, té un estil de producció que s'assembla més al britànic.

### Classificació segons el color:[22]
-Roms foscs:
Roms de color fosc, tons marronosos i negres. Són de gust molt marcat i fort perquè es deixen envellir molt de temps en barrils grans. Són típics de Jamaica, Haiti i Martinica.
El seu color fosc és degut al fet que es produeixen a partir de malases caramelitzades, se’ls hi sol afegir espècies per a enfortir el gust.
Gràcies a aquestes qualitats és el rom més utilitzat a la cuina.
-Roms clars:
També anomenats platejats o blancs. Tenen un color clar i gustos molt suaus i dolços. Canviarien de color i de gust si els deixéssim envellir un una barrica.
A vegades han passat un procés previ de filtració després de l'envelliment, per a retirar impureses i donar un color més clar.
És el rom més típic en les begudes i cocktails gràcies a les seves propietats. Aquests roms provenen majoritàriament de Puerto Rico.
-Roms daurats:
També anomenats roms àmbars. Es bullen i s'envelleixen parcialment en barriques de fusta que donen aquest color daurat.
Tenen un gust més fort que els rons lleugers, però més suaus que els foscos, es podríen considerar un intermedi.

### Classificació segons el gust:[25]
És la classificació més variable i subjectiva si la comparem amb les altres.
-Roms de sabor potenciat ("Flavored rums"):
Roms infusionats amb sucs de fruites tropicals. Solen ser roms amb baixa graduació d'alcohol, per sota el 40%. El procés d'infusió és posterior a la fermentació i la destil·lació. A vegades s'utilitzen agents químics per a potenciar el gust de les fruites.
Són molt utilitzats per a fer cocktails i altres begudes.
-Roms d'alta graduació ("Overproof rums"):
Tenen una graduació d'alcohol molt més alta que els roms normals, fins a nivells del 75-80%. S'utilitzen per a barrejar amb altres begudes.
-Roms "premium":
Classificació purament comercial, on alguns roms s'etiqueten en aquest grup per a demostrar un excel·lent procés d'elaboració. Es solen consumir sols degut a l'alta qualitat del producte. Tenen un preu molt elevat
-Roms especiats:
Addició d'espècies (canyella, caramel, claus, pebre…) al ron. La majoria es produeix a partir de roms daurats.
Sovint s'afegeix caramel als roms clars, perquè agafin colors foscos, ja que els roms foscos són molt més cars que els clars.

## El rom a la cuina

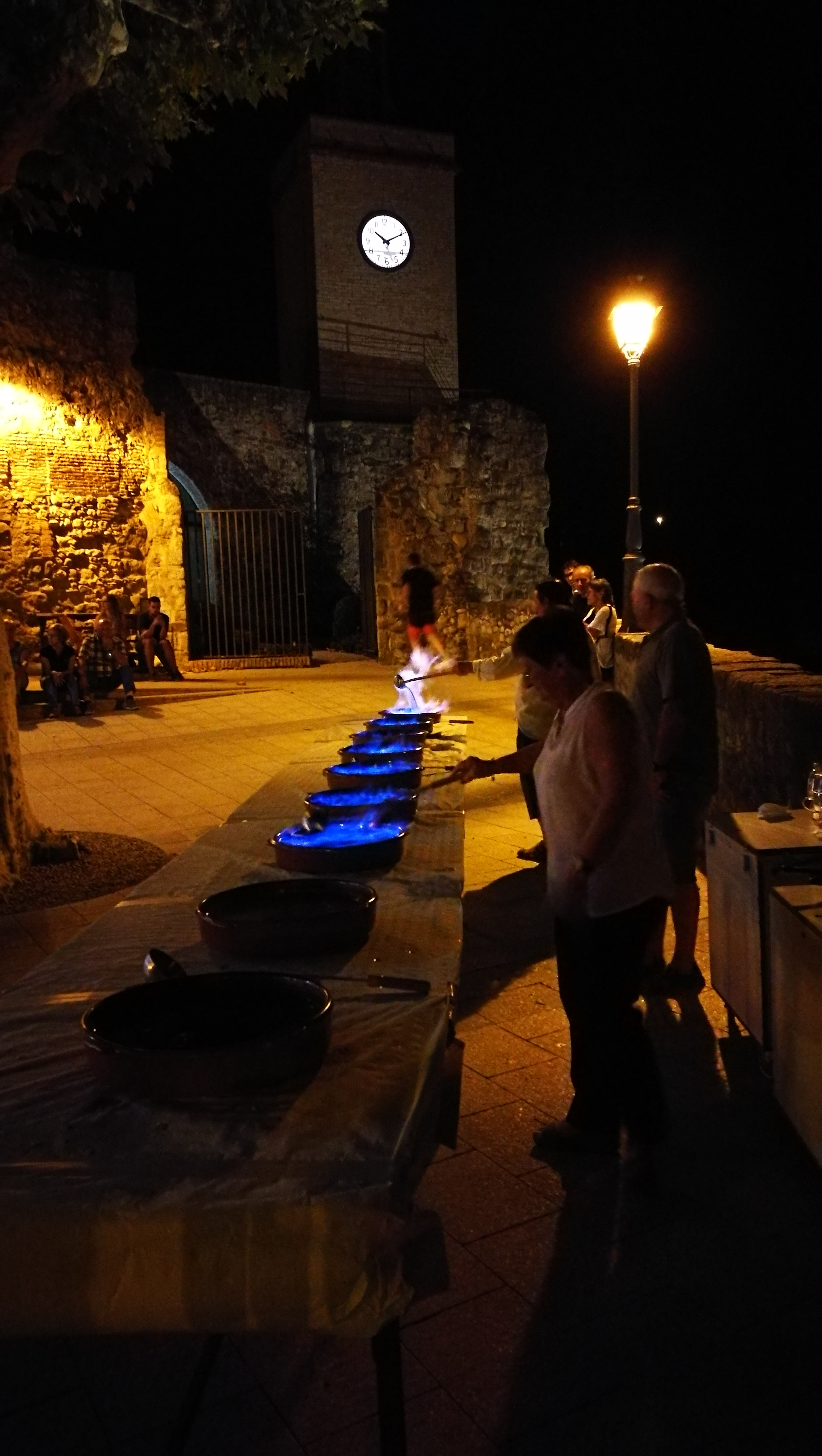
Rom cremat a les havaneres de la Festa Major de Gironella 2017

El rom és un ingredient bàsic i clàssic en moltíssims cocktails i begudes alcohòliques, però gràcies al seu gust versàtil pot funcionar com a condiment per a molts productes. Els millors roms per a cuinar són el fosc i l'especiat, que s'utilitzen per a afegir gust als plats, sobretot en receptes caribenyes (gran tradició de rom).
Durant la cocció gran part de l'alcohol s'evaporarà, de tal manera que s'accentua el gust característic del rom en detriment de la fortor que aporta l'alcohol a la beguda.
Tipus de plats que es poden cuinar:
Plats salats: En aquests tipus de plats s'utilitzen tant roms blancs com foscos per tal de fer glazejats, o marinats per a carns i vegetals. També s'utilitza per a especiar fruites cuinades (ex:pinyes) que s'utilitzen com a acompanyaments de plats salats en països tropicals.
Plats dolços: Gairebé qualsevol postre es pot condimentar amb rom: Tiramisú, gelat, "foster banana"... Però a l'hora de servir-lo, generalment, es realitzarà un flamejat per tal de reduir la graduació d'alcohol de la beguda. Per a coure pastissos i altres postres també s'utilitza el rom, sobretot les varietats especiada i fosca.
Infusions: Moltes begudes infusionades amb alcohols, sobretot de països tropicals, sorgeixen d'una mescla entre extractes de plantes, espècies, fruites, vegetals (té, vainilla, canyella) i rom. Aquestes mescles infusionades són considerades segons algunes fonts com a varietat de rom. El que es fa es deixar les mescles en repòs durant un parell de dies perquè els gustos puguin infusionar-se.
Consideracions referents a la temperatura a l'hora de cuinar:
Congelació: Cal tenir en compte que la temperatura de congelació dels alcohols és més baixa que les de l'aigua, per tant a l'hora de preparar gelats o altres plats congelats, l'excés d'addició de rom pot espatllar el plat.
Cuina a alta temperatura: La calor que es produix durant la cocció fa que la majoria de l'alcohol s'evapori. S'ha de tenir en compte el temps de cocció en funció de si volem un plat amb més o menys gust d'alcohol.
Receptes i plats més típics preparats amb rom:
Entre moltes receptes que utilitzen el rom com a condiment, enumerem les principals, típiques de països tropicals:
Pollastre estil caribeny, estofat de vedella i mango jamaicà, pastís de plàtan i natilla flamejat, "rum babas", pastís de pinya i coco, trufes jamaicanes...
En la cultura típica catalana, la beguda típica preparada amb rom és el cremat, es tracta d'una beguda feta a partir de rom, cafè, pell de llimona i espècies, sobretot canyella. S'escalfen i es barregen tots els ingredients fins que en un moment donat es flameja la mescla per tal de reduir la quantitat d'alcohol present.